# Barrio Cópola
Barrio Cópola ist eine Ortschaft in Uruguay.

## Geographie
Sie befindet sich im Westen des Departamento Canelones in dessen Sektor 5 südlich der Departamento-Hauptstadt Canelones. Barrio Cópola grenzt dabei an die östlich gelegene Stadt La Paz. Südlich befindet sich zudem Costa y Guillamón, nördlich Barrio La Lucha. Einige hundert Meter westlich und südlich fließt der Arroyo de las Piedras, der dort die Grenze zum Nachbardepartamento Montevideo bildet.

## Einwohner
Die Einwohnerzahl von Barrio Cópola beträgt 826, davon 389 Männer und 437 Frauen. (Stand: 2011)
| Jahr | Einwohner |
| ---- | --------- |
| 1963 | 466       |
| 1975 | 620       |
| 1985 | 651       |
| 1996 | 799       |
| 2004 | 780       |
| 2011 | 826       |

Quelle: Instituto Nacional de Estadística de Uruguay

## Municipio
Barrio Cópola ist ein Ort in der 33 km² großen Gemeinde Municipio La Paz.